# Leslie Perri
Leslie Perri (Brooklyn, 27 de abril de 1920 – 31 de janeiro de 1970), pseudônimo de Doris Marie Claire "Doë" Baumgardt, foi uma escritora, ilustradora e fã de ficção científica norte-americana.
Era uma das únicas mulheres pertencentes ao Futurians, um influente fã-clube de ficção científica da Era de Ouro da Ficção Científica.

## Biografia
Leslie nasceu no Brooklyn, em Nova Iorque, em 1920. Era filha de Fritz e Marie Baumgardt, imigrantes alemães que fugiram da Primeira Guerra Mundial. Foi casada com dois outros membros dos Futurianos e escritores de ficção científica: Frederik Pohl (entre 1940–42), antigo colega de ensino médio, e Richard Wilson (entre 1951–65). Foi também casada com o pintor norte-americano Thomas Llewellyn Owens. Leslie teve dois filhos,  Margot Owens, com Owens, e Richard David Wilson com Wilson.

## Carreira
Leslie acabou em contato com o clube dos Futurians aos 18 anos, através de Frederik Pohl, com quem namorava na época. Leslie foi também membro fundador da Fantasy Amateur Press Association. Leslie e outros quatro membros do clube foram os únicos aceitos na primeira World Science Fiction Convention, em 1939, por Sam Moskowitz. Os outros quatro membros eram Isaac Asimov, Richard Wilson, David Kyle e Jack Robinson. Mesmo assinando seus textos como "Leslie Perri", seus amigos a chamavam de "Doë", pronunciando "dough-ee".
Além dos contos de ficção científica que escrevia para revistas e fanzines, Leslie era também ilustradora, tendo trabalhado para publicações como a Future Art, Futurian News, Le Vombiteur Literaire, Mind of Man, Mutant e Fantasy Fictioneer. Foi editora da revista Movie Love Stories. Enquanto esteve casada com Richard Wilson, trabalhou como repórter e jornalista. Richard nessa época trabalhava para a Reuters, trocando o jornalismo pela Syracuse University, onde fundou uma extensa coleção de ficção científica na biblioteca universitária.

## Morte
Leslie morreu em 31 de janeiro de 1970, aos 49 anos, devido a um câncer.

## Contos
- "Space Episode," Future Science Fiction and Science Fiction Stories (dezembro 1941)
- "In the Forest," If, (setembro 1953)
- "Under the Skin," Infinity Science Fiction, (Junho 1956)